# Pauline Marois
Pauline Marois (Québec, 29 marzo 1949) è una politica canadese, Premier del Québec dal 2012 al 2014.
Assistente sociale, negli anni settanta Marois si avvicinò al Parti Québécois, partito di centro-sinistra principale espressione dell'indipendentismo del Québec. Fu eletta all'Assemblea nazionale del Québec con il PQ, entrando nel governo di René Lévesque. Nei governi PQ fu a capo di vari dicasteri.
Marois ottenne la nomina di capopartito nel 2007, a seguito di scarsi risultati elettorali sotto la guida di André Boisclair. La dirigenza di Marois fu messa alla prova alle elezioni del 2008, in cui il partito recuperò consensi, pur rimanendo all'opposizione. Nel 2012 il PQ vinse le elezioni, e Marois divenne Premier del Québec.
Marois mantenne la guida del PQ per sette anni in un periodo di accese lotte interne per la direzione ideologica del partito e per il ruolo di vertice, motivo per cui la stampa la soprannominò «dame de béton» ("donna di cemento"). Durante il suo discorso di vittoria ci fu un attentato di matrice anti-secessionista, in cui una persona fu uccisa.
Il governo Marois attuò politiche mirate a rafforzare la lingua francese nella provincia e promuovere l'assimilazione culturale degli immigrati, e propose una «Carta dei valori» del Québec. L'esecutivo riappacificò le proteste studentesche abrogando gli aumenti alle rette decise dal precedente governo di Jean Charest. L'amministrazione fu inoltre colpita dall'incidente ferroviario di Lac-Mégantic.
Le politiche più complesse e dibattute, tra cui la proposta della Carta dei valori, non andarono in porto in quanto il governo ebbe vita relativamente breve: le elezioni del 2014 elessero il Partito Liberale.
Fu la prima donna a capo di un governo quebecchese.